# Bussum

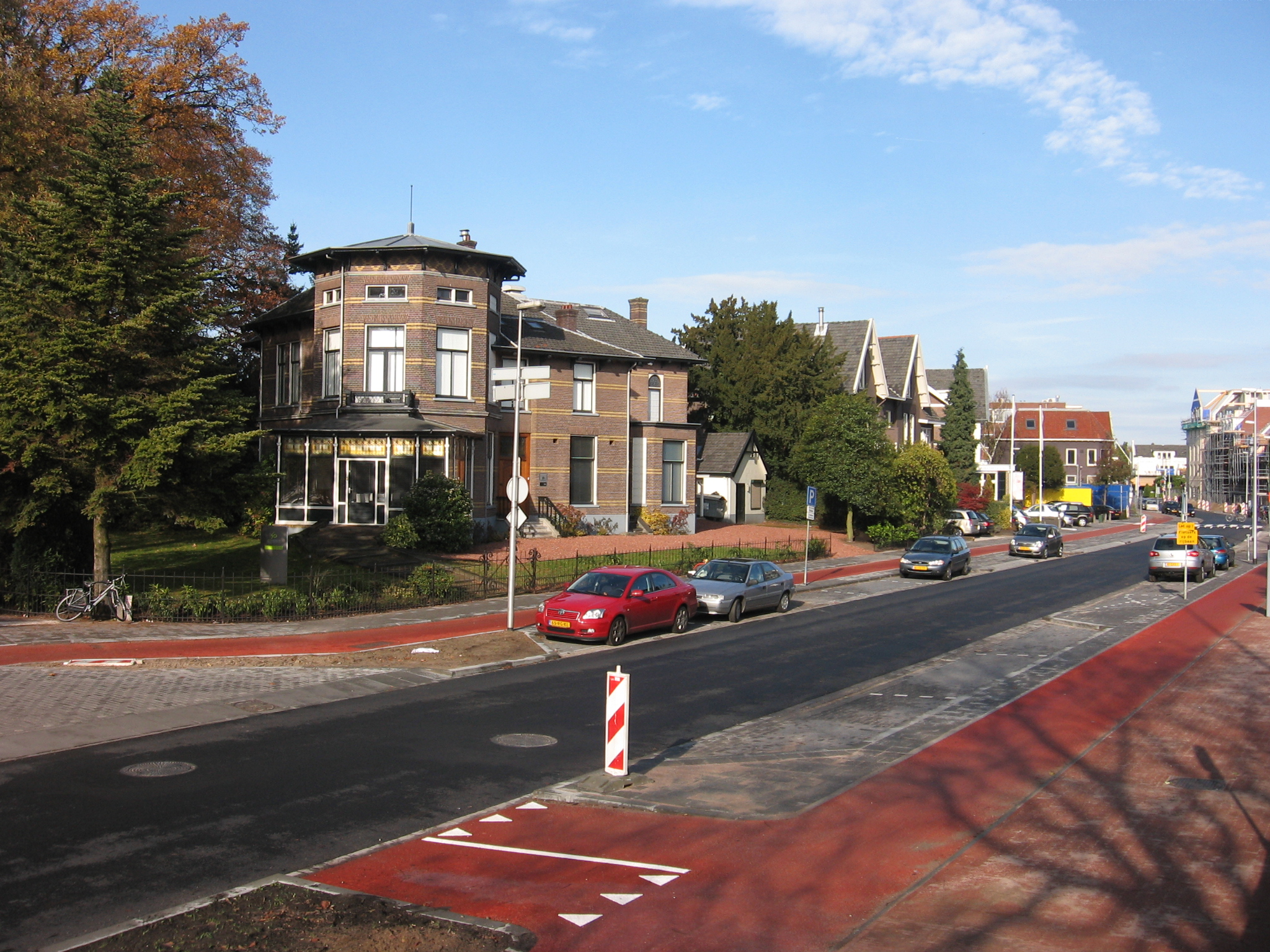
Bussum, 2008.

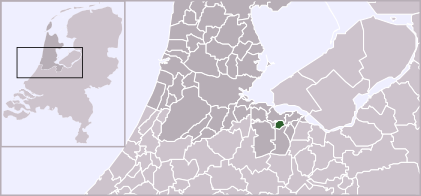
Bussums läge

Bussum är en ort och tidigare kommun i nordvästra Nederländerna i provinsen Noord-Holland. Kommunen hade en area på 8,11 km² (av vilket 0,05 km² utgjordes av vatten) och en folkmängd på 31 300 invånare (2004). Sedan 2016 ingår Bussum i kommunen Gooise Meren.

## Personligheter
- Anneloes Nieuwenhuizen (1963–), ishockeyspelare
- Ronnie Tober (1945–), sångare
- Tineke Lagerberg (1941–), simmare